# XM Satellite Radio Indy 300 de 2007
XM Satellite Radio Indy 300 de 2007 foi a primeira corrida da temporada de 2007 da IndyCar Series. A corrida foi disputada no dia 24 de março no Homestead-Miami Speedway, localizado na cidade de Homestead, Flórida. O vencedor foi o inglês Dan Wheldon, da equipe Chip Ganassi Racing.

## Pilotos e Equipes
| Nº | Piloto            | Equipe                          | Chassis | Motor | Pneu |
| -- | ----------------- | ------------------------------- | ------- | ----- | ---- |
| 2  | Tomas Scheckter   | Vision Racing                   | Dallara | Honda | F    |
| 3  | Hélio Castroneves | Team Penske                     | Dallara | Honda | F    |
| 4  | Vitor Meira       | Panther Racing                  | Dallara | Honda | F    |
| 5  | Sarah Fisher      | Dreyer & Reinbold Racing        | Dallara | Honda | F    |
| 6  | Sam Hornish Jr.   | Team Penske                     | Dallara | Honda | F    |
| 7  | Danica Patrick    | Andretti-Green Racing           | Dallara | Honda | F    |
| 8  | Scott Sharp       | Rahal Letterman Racing          | Dallara | Honda | F    |
| 9  | Scott Dixon       | Chip Ganassi Racing             | Dallara | Honda | F    |
| 10 | Dan Wheldon       | Chip Ganassi Racing             | Dallara | Honda | F    |
| 11 | Tony Kanaan       | Andretti-Green Racing           | Dallara | Honda | F    |
| 14 | Darren Manning    | A. J. Foyt Enterprises          | Dallara | Honda | F    |
| 15 | Buddy Rice        | Dreyer & Reinbold Racing        | Dallara | Honda | F    |
| 17 | Jeff Simmons      | Rahal Letterman Racing          | Dallara | Honda | F    |
| 20 | Ed Carpenter      | Vision Racing                   | Dallara | Honda | F    |
| 22 | A. J. Foyt IV     | Vision Racing                   | Dallara | Honda | F    |
| 25 | Marty Roth        | Roth Racing                     | Dallara | Honda | F    |
| 26 | Marco Andretti    | Andretti-Green Racing           | Dallara | Honda | F    |
| 27 | Dario Franchitti  | Andretti-Green Racing           | Dallara | Honda | F    |
| 55 | Kosuke Matsuura   | Panther Racing                  | Dallara | Honda | F    |
| 98 | Alex Barron       | CURB/Agajanian/Beck Motorsports | Dallara | Honda | F    |

- (R) - Rookie

## Resultados

### Treino classificatório
| 1                          | 10 | Dan Wheldon       | Chip Ganassi Racing             | 25.0267 | 24.9438 | 0:24.9438 |
| 2                          | 6  | Sam Hornish Jr.   | Team Penske                     | 25.0076 | 24.9466 | 0:24.9466 |
| 3                          | 27 | Dario Franchitti  | Andretti-Green Racing           | 25.0147 | 25.0237 | 0:25.0147 |
| 4                          | 11 | Tony Kanaan       | Andretti-Green Racing           | 25.0429 | 25.0431 | 0:25.0429 |
| 5                          | 26 | Marco Andretti    | Andretti-Green Racing           | 25.1575 | 25.1276 | 0:25.1276 |
| 6                          | 9  | Scott Dixon       | Chip Ganassi Racing             | 25.2183 | 25.1301 | 0:25.1301 |
| 7                          | 8  | Scott Sharp       | Rahal Letterman Racing          | 25.1841 | 25.1431 | 0:25.1431 |
| 8                          | 3  | Hélio Castroneves | Team Penske                     | 25.1996 | 25.1459 | 0:25.1459 |
| 9                          | 5  | Sarah Fisher      | Dreyer & Reinbold Racing        | 25.1575 | 25.1891 | 0:25.1575 |
| 10                         | 22 | A. J. Foyt IV     | Vision Racing                   | 25.3064 | 25.2160 | 0:25.2160 |
| 11                         | 4  | Vitor Meira       | Panther Racing                  | 25.2480 | 25.2443 | 0:25.2443 |
| 12                         | 2  | Tomas Scheckter   | Vision Racing                   | 25.2856 | 25.2651 | 0:25.2651 |
| 13                         | 15 | Buddy Rice        | Dreyer & Reinbold Racing        | 25.2726 | 25.2707 | 0:25.2707 |
| 14                         | 7  | Danica Patrick    | Andretti-Green Racing           | 25.3269 | 25.2848 | 0:25.2848 |
| 15                         | 20 | Ed Carpenter      | Vision Racing                   | 25.3480 | 25.2975 | 0:25.2975 |
| 16                         | 17 | Jeff Simmons      | Rahal Letterman Racing          | 25.3943 | 25.3240 | 0:25.3240 |
| 17                         | 14 | Darren Manning    | A. J. Foyt Enterprises          | 25.4334 | 25.4298 | 0:25.4298 |
| 18                         | 55 | Kosuke Matsuura   | Panther Racing                  | 25.5063 | 25.4355 | 0:25.4355 |
| 19                         | 25 | Marty Roth        | Roth Racing                     | 25.5544 | 25.5182 | 0:25.5182 |
| 20                         | 98 | Alex Barron       | CURB/Agajanian/Beck Motorsports | 25.7834 | 25.7473 | 0:25.7473 |
| Relatório[ligação inativa] |    |                   |                                 |         |         |           |

- (R) - Rookie

### Corrida
| Corrida - 24 de março      | Corrida - 24 de março | Corrida - 24 de março | Corrida - 24 de março           | Corrida - 24 de março | Corrida - 24 de março | Corrida - 24 de março | Corrida - 24 de março | Corrida - 24 de março |
| Pos                        | Nº                    | Piloto                | Equipe                          | Voltas                | Tempo                 | Largada               | Voltas na Liderança   | Pontos                |
| -------------------------- | --------------------- | --------------------- | ------------------------------- | --------------------- | --------------------- | --------------------- | --------------------- | --------------------- |
| 1                          | 10                    | Dan Wheldon           | Chip Ganassi Racing             | 200                   | 1:48:06.8893          | 1                     | 179                   | 53                    |
| 2                          | 9                     | Scott Dixon           | Chip Ganassi Racing             | 200                   | +6.4993               | 6                     | 15                    | 40                    |
| 3                          | 6                     | Sam Hornish Jr.       | Team Penske                     | 200                   | +17.4754              | 2                     | 0                     | 35                    |
| 4                          | 4                     | Vitor Meira           | Panther Racing                  | 200                   | +22.5373              | 10                    | 0                     | 32                    |
| 5                          | 11                    | Tony Kanaan           | Andretti-Green Racing           | 200                   | +23.1179              | 4                     | 3                     | 30                    |
| 6                          | 20                    | Ed Carpenter          | Vision Racing                   | 199                   | +1 volta              | 14                    | 0                     | 28                    |
| 7                          | 27                    | Dario Franchitti      | Andretti-Green Racing           | 199                   | +1 volta              | 3                     | 0                     | 26                    |
| 8                          | 2                     | Tomas Scheckter       | Vision Racing                   | 199                   | +1 volta              | 11                    | 0                     | 24                    |
| 9                          | 3                     | Hélio Castroneves     | Team Penske                     | 199                   | +1 volta              | 7                     | 0                     | 22                    |
| 10                         | 15                    | Buddy Rice            | Dreyer & Reinbold Racing        | 199                   | +1 volta              | 12                    | 0                     | 20                    |
| 11                         | 5                     | Sarah Fisher          | Dreyer & Reinbold Racing        | 195                   | +5 voltas             | 8                     | 0                     | 19                    |
| 12                         | 8                     | Scott Sharp           | Rahal Letterman Racing          | 194                   | +6 voltas             | 19                    | 0                     | 18                    |
| 13                         | 14                    | Darren Manning        | A. J. Foyt Enterprises          | 158                   | Mecânico              | 15                    | 0                     | 17                    |
| 14                         | 7                     | Danica Patrick        | Andretti-Green Racing           | 154                   | Contato               | 13                    | 0                     | 16                    |
| 15                         | 25                    | Marty Roth            | Roth Racing                     | 119                   | Mecânico              | 17                    | 0                     | 15                    |
| 16                         | 55                    | Kosuke Matsuura       | Panther Racing                  | 92                    | Contato               | 16                    | 3                     | 14                    |
| 17                         | 17                    | Jeff Simmons          | Rahal Letterman Racing          | 90                    | Contato               | 20                    | 0                     | 13                    |
| 18                         | 22                    | A. J. Foyt IV         | Vision Racing                   | 90                    | Contato               | 9                     | 0                     | 12                    |
| 19                         | 98                    | Alex Barron           | CURB/Agajanian/Beck Motorsports | 86                    | Mecânico              | 18                    | 0                     | 12                    |
| 20                         | 26                    | Marco Andretti        | Andretti-Green Racing           | 53                    | Mecânico              | 5                     | 0                     | 12                    |
| Relatório[ligação inativa] |                       |                       |                                 |                       |                       |                       |                       |                       |

- (R) - Rookie